# カルピアーノ
カルピアーノ（伊: Carpiano）は、イタリア共和国ロンバルディア州ミラノ県にある、人口約4,100人の基礎自治体（コムーネ）。

## 地理

### 位置・広がり

#### 隣接コムーネ
隣接するコムーネは以下の通り。括弧内のPVはパヴィーア県所属を示す。
- バスカペ (PV)
- チェッロ・アル・ランブロ
- ランドリアーノ (PV)
- ロカーテ・ディ・トリウルツィ
- メレニャーノ
- サン・ジュリアーノ・ミラネーゼ
- シツィアーノ (PV)

### 地震分類
イタリアの地震リスク階級 (it) では、3 に分類される
。

## 行政

### 分離集落
カルピアーノには、以下の分離集落（フラツィオーネ）がある。
- Arcagnago, Draghetto, Francolino, Ortigherio, Zunico